# Убивство Гая Юлія Цезаря

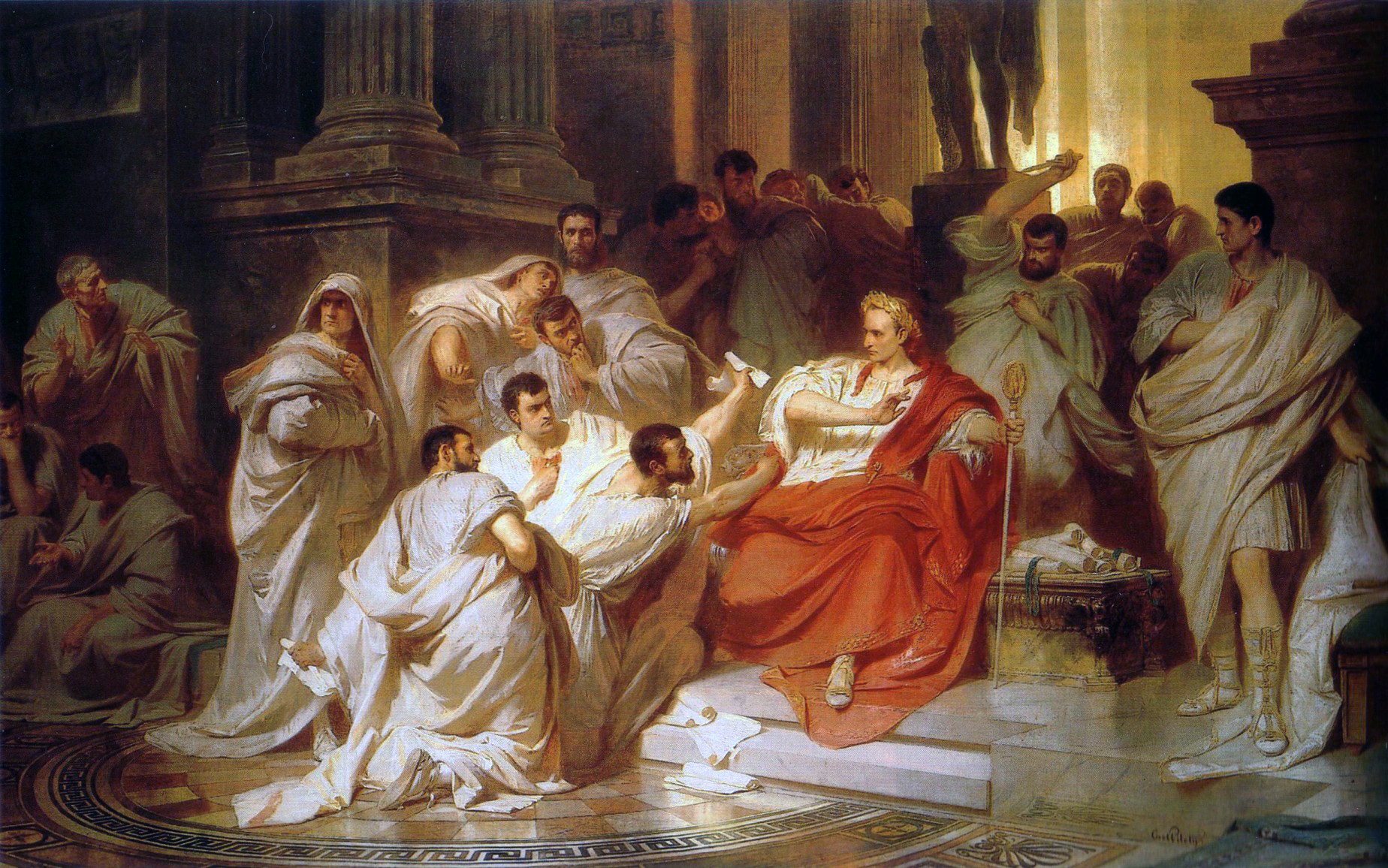
Карл Теодор фон Пілоті. «Вбивство Цезаря». 1865. Музей землі Нижня Саксонія

Убивство Гая Юлія Цезаря відбулося 15 березня 44 до н. е. в Римі. Видатний полководець Гай Юлій Цезар у ході громадянської війни 49-45 років до н. е. розгромив своїх політичних ворогів і встановив одноосібну владу над Римською державою. Група сенаторів на чолі з Гаєм Кассієм Лонгіном і Марком Юнієм Брутом організувала змову з метою вбивства Цезаря, яке відбулося на засіданні сенату 15 березня. Відразу після скоєного, змовники зайняли Капітолій, а після цього оголосили зібрання конції, аби повідомити народу про вбивство диктатора і відновлення Республіки, але не отримали очікуваної підтримки; в день поховання Цезаря народ остаточно став на сторону його «партії», яку очолював Марк Антоній.  Влітку 44 до н. е. змовники роз'їхалися по провінціях. Поступово розгорілася громадянська війна, в якій змовники до кінця 42 до н. е. зазнали поразки і загинули один за одним.
Убивство Цезаря зображено в безлічі творах живопису і літератури.

## Передісторія
Римська республіка в 50-і роки до н. е. переживала глибоку політичну кризу, що пізніше переросла у громадянську війну. Вибори магістратів супроводжувалися корупційними скандалами і вуличними сутичками, сенат і народні збори втратили колишнє значення. Виросла роль окремих політиків і полководців, навколо яких виникали неформальні угруповання. Найвпливовішими людьми Республіки в 50-і роки до н. е. були видатні воєначальники Гней Помпей Великий і Гай Юлій Цезар. Перший з них знаходився в Римі, керуючи іспанськими провінціями через своїх легатів; другий був намісником трьох провінцій на півночі і за вісім років війни (58-50 роки до н. е.) завоював величезну Галію. 
Довгий час Помпей і Цезар були союзниками. Але в кінці 50-х років до н. е. Помпей зблизився з ворожою Гаю Юлію консервативною частиною сенату, яку очолював Марк Порцій Катон. У перші дні 49 року до н. е. це політичне угруповання, що отримало більшість в сенаті, позбавило Цезаря його повноважень, плануючи потім передати його суду; у відповідь Цезар рушив армію на Рим, перетнувши Рубікон. У тому ж році він витіснив Помпея на Балкани і розгромив його іспанських легатів при Ілерді. У 48 році до н. е. Гай Юлій здобув перемогу при Фарсалі в Греції, після чого Помпей втік до Єгипту і був там убитий. У 46 році Цезар переміг при Тапсе в Африці, а в 45 році — при Мунді в Іспанії. Таким чином, помпейська «партія» була повністю розгромлена. 
Багато видатних прихильників Помпея загинули в цій війні: зокрема, Катон наклав на себе руки в Утіці в 46 році до н. е.  
Цезар активно застосовував «політику милосердя», надаючи переможеним свободу або навіть дозволяючи їм повернутися в Рим (в історіографії немає єдиної думки про те, чи було це проявом великодушності або тверезим розрахунком). Багато з колишніх помпейців отримали почесні посади і зайняли чільне місце в оточенні Гая Юлія. 
Поступово Цезар зосередив у своїх руках величезну владу. В кінці 49 року до н. е. він на 11 днів отримав повноваження диктатора (імовірно для організації чергових виборів), в 48, 46, 45 і 44 роках обіймав посаду консула. Повернувшись до Рима після Тапсе, Гай Юлій був призначений диктатором на 10 років (всупереч традиції, для заняття посади не було ніякого формального обґрунтування), а роком пізніше його диктатура вперше в історії стала довічної. Аппіан і Діон Кассій стверджують, що Цезар отримав ще й консулат на 10 років. Як «префект моралі» Гай Юлій здійснював повноваження цензора, редагуючи списки сенаторів і всіх громадян. Він володів довічно владою народного трибуна, завдяки чому міг вносити законопроекти і накладати вето. Крім того, з 63 року до н. е. Цезар був верховним понтифіком, маючи завдяки цьому ще й релігійну владу. Він фактично призначав магістратів, а ті при вступі на посаду зобов'язані були давати клятву, що не будуть йому протидіяти. 
Величезним повноважень відповідали екстраординарні почесті. За даними деяких джерел, Гай Юлій отримав імператорський преномен (дослідники оцінюють достовірність цієї інформації по-різному). Його проголосили «Визволителем» і «Батьком батьківщини» — третім в історії Риму після Марка Фурія Камілла і Марка Тулія Цицерона. Диктатор отримав право з'являтися на всіх святах і жертвопринесеннях в одязі тріумфатора. Щороку мали святкуватися дні його перемог, кожні п'ять років повинні були проходити молебні за його здоров'я. Місяць квінтілій, в який народився Цезар, був перейменований на його честь на липень. 
Були зроблені перші кроки до обожнювання Цезаря. Його статую і колісницю поставили в храмі Юпітера Капітолійського, який виявився, таким чином, присвяченим і Юпітеру, і диктатору. Інші статуї Гая Юлія вирішено було поставити на ростральній трибуні, обличчям до народу, і в храмі Квіріна (божества, що ототожнювався з Ромулом); при цьому присвята на останній статуї проголошувала «Непереможному богу». Під час циркових ігор зображення Цезаря з золота і слонової кістки знаходилося серед статуй богів. Була створена жрецька колегія Юліїв луперків, почалося будівництво храму Цезаря і його Милосердя, була створена спеціальна жрецька посада для відправлення нового культу. Остаточне обожнювання Цезаря відбулося вже після його смерті. 
Таким чином, Гай Юлій зайняв виняткове становище в республіканському Римі. Надаючи своїй владі легітимності за рахунок ряду республіканських посад, він став одноосібним правителем завдяки відданій йому армії і численним прихильникам в різних шарах суспільства. Плебс любив диктатора завдяки влаштованих для них тріумфах і розкішних іграх, вирішенню боргового питання, скорочення квартирної плати. Офіцери Цезаря і аристократи, що прийняли його сторону, отримували від нього високі посади і місця в сенаті. У 48-44 роках до н. е. відбулося масштабне оновлення римської еліти: близько 100 нобілів-помпейців загинули у війні, число сенаторів зросло з 400 до 900. Місця в сенаті отримали багато офіцерів і навіть солдати Цезаря, вершники, представники муніципальної знаті, верхівка Транспаданської Галлії, що отримала від Гая Юлія повні громадянські права. В результаті люди, особисто віддані диктатору, становили там більшість. 

## Змова і вбивство

### Перші прояви невдоволення
Не всі римляни беззастережно вітали перехід від республіки до диктатури. Відомо, що невдоволення Цезарем існувало в середовищі плебсу через заборону колегій, скорочення числа одержувачів безкоштовного хліба і відмови Гая Юлія від повної касації боргів. У багатьох викликали відторгнення надмірні почесті диктатору. Одних це тільки смішило (наприклад, часто говорили, що Цезар носить лавровий вінок тріумфатора, щоб приховати лисину), інших обурювало. Ходили чутки, що Гай Юлій намірився оголосити себе царем. Доказ правдивості таких чуток багато хто бачив у подіях, пов'язаних з Луперкаліями у 44 році до н. е .: під час свята консул Марк Антоній тричі намагався покласти на диктатора царську діадему, а той цю почесть відкинув, але, як здалося багатьом, з явним небажанням. Після цього якийсь чоловік поклав на статую диктатора лавровий вінок з білою перев'яззю, народні трибуни Цезетій Флав і Епід Марулл наказали цю людину заарештувати, але Цезар тут же позбавив їх посади. На найближчих виборах в знак протесту багато хто голосував за обрання Марулла і Флава консулами. 
Ходили також чутки, ніби Гай Юлій хоче зробити спадкоємцем своєї влади Цезаріона — сина єгипетської цариці Клеопатри, яка тоді перебувала в Римі. Багатьох обурювали довільні призначення Цезарем магістратів (наприклад, Гая Канінія Ребіла він призначив консулом-суффектом на кілька останніх днів або навіть на кілька останніх годин року), його гордовитість по відношенню до сенату і до інституту трибуната. У джерелах наводиться безліч прикладів, що підтверджують зневажливе ставлення Цезаря до основ республіканського ладу. В результаті носіями опозиційних настроїв стали не тільки колишні помпейці: багато соратників Цезаря в галльській і громадянській війнах теж були ним незадоволені або через занадто швидке перетворення республіки в монархію, або через занадто повільний розвиток своєї кар'єри. 
Ще в 46 році до н. е., за словами Марка Тулія Цицерона, Цезар говорив, що на нього готується замах. Светоній пише, не уточнюючи, про «змови і нічні збіговиська», учасників яких диктатор не карає; достовірно не відомо, що саме мається на увазі. Восени 45 року до н. е., за даними Плутарха, мала місце так званий «змова Требонія»: Гай Требон, старий соратник Цезаря, вирішив його вбити на шляху з Іспанії в Рим і розповів про свій план Марку Антонію, але не знайшов підтримки. Втім, деякі дослідники сумніваються в правдивості цих слів. 

### Формування змови

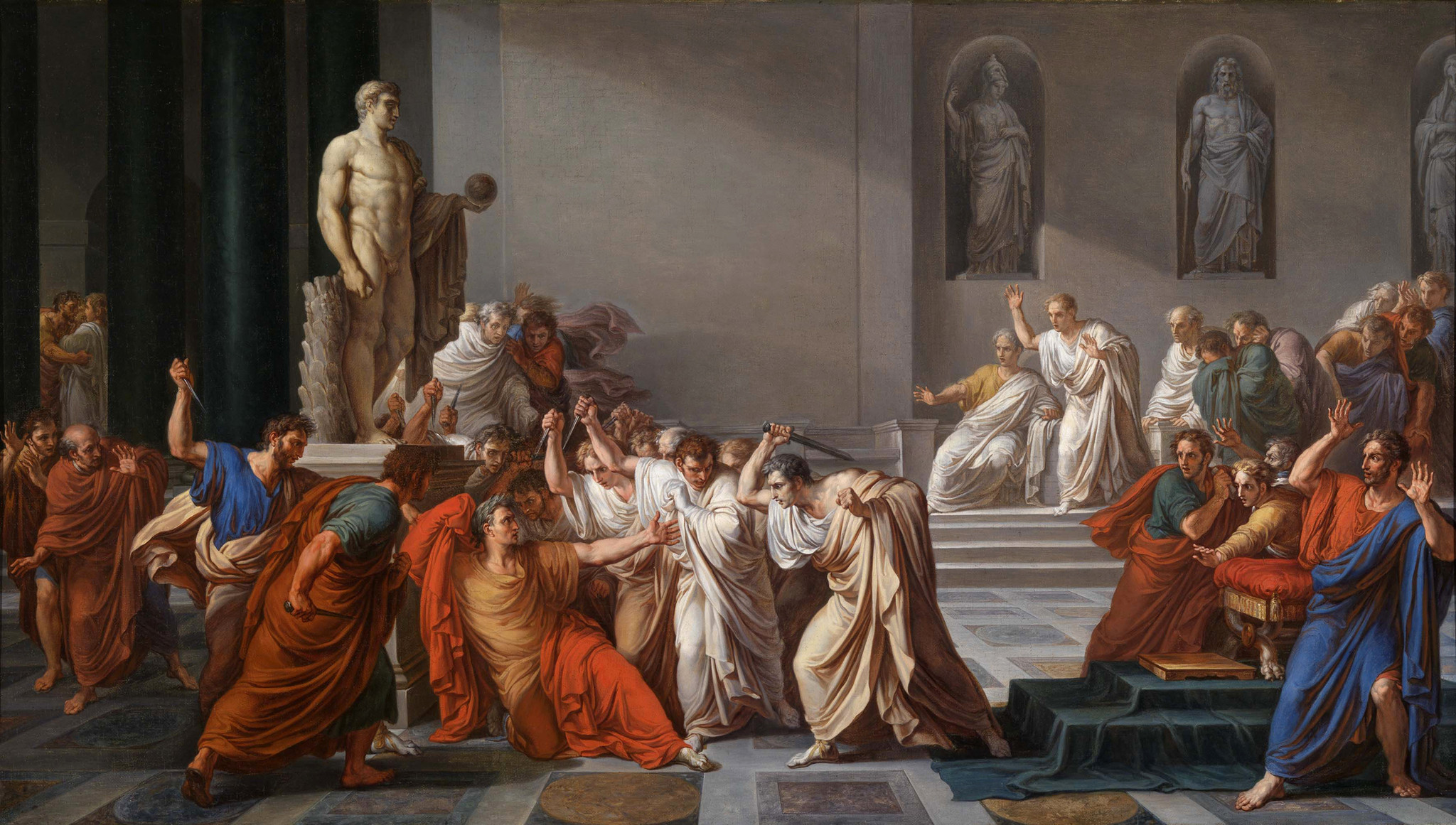
Смерть Цезаря (картина Вінченцо Камуччіні)

У джерелах не повідомляється, коли саме вчинили змову майбутні вбивці Цезаря. Імовірно вони почали обговорювати фізичне усунення диктатора в кінці 45 року до н. е., а до підготовки приступили в січні або лютому 44 року до н. е., розраховуючи встигнути до відбуття Гая Юлія на Схід, на війну з парфянами. Цей задум об'єднав людей з дуже різними поглядами і різним минулим. За словами Миколи Дамаського, то була «велика група різних людей: впливових і незначних, колишніх друзів і колишніх ворогів, військових і цивільних чинів. З них кожен керувався якимось своїм міркуванням і під впливом своїх особистих негараздів приєднувався до звинувачень, пред'явлених іншими». За даними Светонія і Евтропія, змовників було близько 60; у вбивстві диктатора напевно брали участь не всі, а деякі оголосили про свою причетність до змови, вже коли все сталося. По іменах відомі 20 осіб. Семеро з них були раніше прихильниками Цезаря, вісім — прихильниками Помпея, а політична позиція ще п'ятьох залишається невідомою. 
Одним з керівників змови став Гай Кассій Лонгін . Це був офіцер, який брав участь в парфянському поході Марка Ліцинія Красса і відбив вторгнення ворога в Сирію (53-52 роки до н. е. ). 

### Убивство
Кожен із змовників мав під тогою кинджал. Коли засідання відкрилося, один з них став перед Цезарем і просив його про помилування свого вигнаного брата. Інші змовники також наблизилися до диктатора, як ніби-то за тим, щоб підтримати прохання своїм клопотанням. Каска перший напав на Цезаря, але тільки поранив його. «Негідник! – скрикнув Цезар, схопивши його за руку. – Що ти робиш?» У цю хвилину на нього кинулися з кинджалами інші змовники. Цезар надумав захищатися, але марно. Бачачи, що порятунку немає, він закрив голову тогою і, покритий двадцятьма трьома ранами, упав і помер біля підніжжя статуї Помпея. Вигук до Каски був останніми словами Цезаря. 
Існує вираз: "Et tu, Brute?" (І ти Бруте?), який приписується Юлієві Цезарю під час його вбивства.  

### Антична література
- Светоній. Жизнь двенадцати цезарей. — 121. (рос.)

### Статті
- Wiseman T. P.. После мартовских ид / Перевод с англ. Т. Г. Баранниковой под ред. О. В. Любимовой. // Oxf.. — 2009. — С. 211—234. (рос.)